# 엘리자베스 케이디 스탠턴
엘리자베스 케이디 스탠턴(Elizabeth Cady Stanton, 1815년 11월 12일 ~ 1902년 10월 26일)은 미국의 사회운동가, 노예제도 폐지론자, 그리고 초창기 여성 권리 운동의 선도적인 인물이었다. 1848년 뉴욕 세네카 폴즈에서 개최된 최초의 여성 권리 집회에서 행했던 그녀의 감성 선언은 종종 최초로 조직화된 여성의 권리와 여성의 참정권 운동이라고 여겨진다.

## 여성의 참정권 주장
그녀는 여성은 자기 자신의 운명의 조정자이며, 여성을 한 사람의 시민으로, 국가의 한 구성원으로 여긴다면, 여성은 다른 모든 구성원과 같은 권리를 가져야 한다고 말하며, 사회의 한 부분으로서 여성의 역할을 생각한다면, '어머니, 아내, 자매, 딸'로서의 여성의 역할은 단지 부수적인 역할일 뿐이라고 주장하였다.

### 스탠턴의 작품집
- Open Collections Program: Elizabeth Cady Stanton publications from 하버드 대학교
- Elizabeth Cady Stanton: A Register of Her Papers from the Library of Congress
- The Elizabeth Cady Stanton and Susan B. Anthony Papers Project 보관됨 2020-02-13 - 웨이백 머신 from Rutgers University
- Elizabeth Cady Stanton의 작품 - 프로젝트 구텐베르크

### 스탠턴의 글
- Declaration of Rights with list of signatories from the Women's Rights National Historical Park
- Eighty Years and More from the University of Pennsylvania digital library
- The Slave's Appeal from the Antislavery Literature Project
- The Woman's Bible by Elizabeth Cady Stanton - 프로젝트 구텐베르크  from Project Gutenberg
- Our Girls from the National Endowment for the Humanities Voices of Democracy Project.

### 기타 온라인 자료
- Elizabeth Cady Stanton House from the United States National Park Service
- Stanton's Family Memorabilia from Women's eNews
- Women's Rights National Historical Park from the National Park Service
- Manhattan Women's Historical Sites from the Office of the Manhattan Borough President (Borough of Manhattan, New York City)
- Elizabeth Cady Stanton at C-SPAN's American Writers: A Journey Through History
- Donald Greyfield (Jan 01, 2001). “Elizabeth Cady Stanton”. 《Social Reformer》. 파인드 어 그레이브. Aug 17, 2011에 확인함.